# Rudina (Chorwacja)
Rudina – wieś w Chorwacji, w żupanii splicko-dalmatyńskiej, w mieście Stari Grad. W 2011 roku liczyła 70 mieszkańców.